# Kamjana
Kamjana (ukrainisch Кам'яна; russisch Каменная Kamennaja, rumänisch Camena, deutsch (bis 1918) Kamena) ist ein Dorf im Süden der ukrainischen Oblast Tscherniwzi mit etwa 2900 Einwohnern (2001).

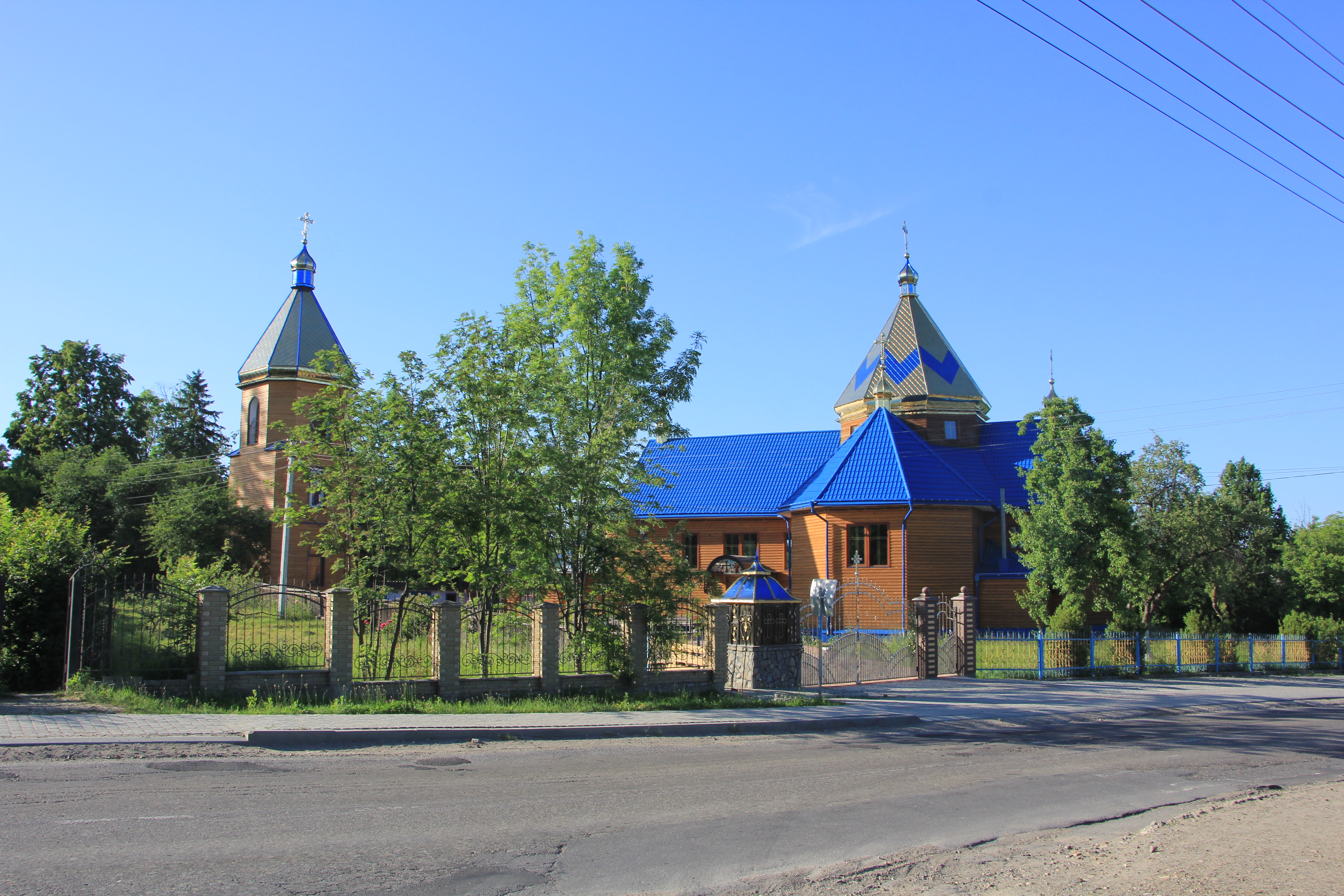
Kirche im Ort

Das 1575 zum ersten Mal schriftlich erwähnte Dorf liegt im Rajon Tscherniwzi 12 km nordöstlich vom ehemaligen Rajonzentrum Storoschynez und 10 km südwestlich der Oblasthauptstadt Czernowitz.
Am 12. Juni 2020 wurde das Dorf zum Zentrum der neu gegründeten Landgemeinde Kamjana (Кам'янська сільська громада/Kamjanska silska hromada). Zu dieser zählen auch die 6 in der untenstehenden Tabelle aufgelistetenen Dörfer; bis dahin bildete es zusammen mit dem Dorf Hlybotschok (Глибочок) die Landratsgemeinde Kamjana (Кам'янська сільська рада/Kamjanska silska rada) im Nordosten des Rajons Storoschynez.
Seit dem 17. Juli 2020 ist der Ort ein Teil des Rajons Tscherniwzi.
Folgende Orte sind neben dem Hauptort Kamjana Teil der Gemeinde:
| Name                     | Name            | Name                                 | Name             | Name            |
| ukrainisch transkribiert | ukrainisch      | russisch                             | rumänisch        | deutsch         |
| ------------------------ | --------------- | ------------------------------------ | ---------------- | --------------- |
| Dubowe                   | Дубове          | Дубовое (Dubowoje)                   | Dubova           | Dubowa          |
| Hlybotschok              | Глибочок        | Глыбочок (Glybotschok)               | Hlibacioc        | Hlibiczok       |
| Mychaltscha              | Михальча        | Михальча (Michaltscha)               | Mihalcea         | Mihalcze        |
| Sawoloka                 | Заволока        | Заволока                             | Voloca           | Woloka          |
| Spaska                   | Спаська         | Спаска                               | Spasca           | Spaska          |
| Stari Broskiwzi          | Старі Бросківці | Старые Бросковцы (Staryje Broskowzy) | Broscăuţii Vechi | Alt Broschkoutz |